# Sẻ Java
Sẻ Java (danh pháp hai phần: Padda oryzivora) là một loài chim thuộc họ Chim di ở châu Phi. Sẻ Java phân bố ở Java, Bali và Bawean ở Indonesia.